# Seteney
Seteney, auch Setenay/Satanay/Seteneys, ist ein alttscherkessischer/abchasischer weiblicher Vorname.

## Herkunft
Seteney ist ein Name aus dem kaukasischen Sprachraum und bezeichnet in der tscherkessischen Mythologie eine Frau mit übermenschlichen Fähigkeiten.
Seteney steht für die personifizierte Schönheit einer Frau in allen Dingen, die zudem sehr stark, intelligent und mutig ist.
In einigen Überlieferungen als Halbgöttin beschrieben, wurde sie jedoch nicht angebetet, sondern der Status "Halbgöttin" diente lediglich zur Beschreibung ihrer Erscheinung bzw. Fähigkeiten.

## Bedeutung
Seteney:    
- entweder: Vorbild aller Frauen, Schönheit in Person;
- oder: Rote Rose.